# Impedancia

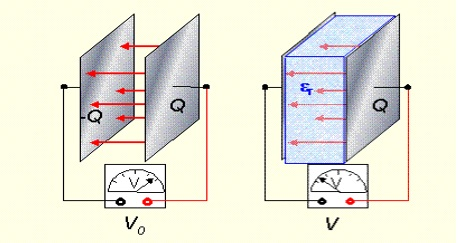
Impedancia línea bifiliar

La impedancia (Z) es una medida de oposición que presenta un circuito a una corriente cuando se aplica una tensión. La impedancia extiende el concepto de resistencia a los circuitos de corriente alterna (CA) y a los semiconductores, y posee tanto magnitud como fase en el primer caso, a diferencia de la resistencia, que solo tiene magnitud. Cuando un circuito es alimentado con corriente continua (CC), su impedancia es igual a la resistencia, lo que puede ser interpretado como la impedancia con ángulo de fase cero.
Por definición, la impedancia es la relación (cociente) entre el fasor tensión y el fasor intensidad de corriente:

{\displaystyle Z={\frac {V}{I}}}

Donde {\displaystyle Z} es la impedancia, {\displaystyle V} es el fasor tensión e {\displaystyle I} corresponde al fasor intensidad.
El concepto de impedancia tiene especial importancia si la corriente varía en el tiempo, en cuyo caso las magnitudes se describen con números complejos o funciones del análisis armónico. Su módulo (a veces inadecuadamente llamado impedancia) establece la relación entre los valores máximos o los valores eficaces de la tensión y de la corriente. La parte real de la impedancia es la resistencia y su parte imaginaria es la reactancia. 
El concepto de impedancia permite generalizar la ley de Ohm en el estudio de circuitos en corriente alterna (CA), dando lugar a la llamada ley de Ohm de corriente alterna que indica:

{\displaystyle I={\frac {V}{Z}}}

El término fue acuñado por Oliver Heaviside en 1886. En general, la solución para las corrientes y las tensiones de un circuito formado por resistencias, condensadores e inductancias y sin ningún componente de comportamiento no lineal, son soluciones de ecuaciones diferenciales. Pero, cuando todos los generadores de tensión y de corriente tienen la misma frecuencia constante y sus amplitudes son constantes, las soluciones en estado estacionario (cuando todos los fenómenos transitorios han desaparecido) son sinusoidales y todas las tensiones y corrientes tienen la misma frecuencia que los generadores y amplitud constante. La fase, sin embargo, se verá afectada por la parte imaginaria (reactancia) de la impedancia.

## Formalismo matemático

### Definición
Sea un componente eléctrico o electrónico o un circuito alimentado por una corriente sinusoidal {\displaystyle \scriptstyle {I_{\circ }\cos(\omega t)}\,\!}. Si la tensión entre sus extremos es {\displaystyle \scriptstyle {V_{\circ }\cos(\omega t+\varphi )}\,\!}, la impedancia del circuito o del componente se define como un número complejo {\displaystyle \scriptstyle {Z}\,\!}; que expresado en forma polar tiene un módulo igual al cociente {\displaystyle \scriptstyle {V_{\circ } \over I_{\circ }}\,\!} y un argumento que es {\displaystyle \scriptstyle {\varphi }\,\!}:
{\displaystyle {\begin{aligned}|Z|&={V_{\circ } \over I_{\circ }}\\\arg(Z)&=\varphi \end{aligned}}\,\,\!}
o sea 
{\displaystyle Z={V_{\circ } \over I_{\circ }}e^{j\varphi }={V_{\circ } \over I_{\circ }}\left(\cos \varphi +j\sin \varphi \right)\,\!}.
Que a veces, sobre todo en textos de Electrónica, también suele escribirse con el formato:
{\displaystyle Z={V_{\circ } \over I_{\circ }}\angle \varphi \,\!}.
Como se indicó anteriormente, la impedancia también se define por el cociente entre los fasores de tensión y corriente, representando la oposición total (Resistencia, Reactancia inductiva, Reactancia capacitiva) sobre la corriente.
Como la tensión y las corrientes son sinusoidales, se pueden utilizar los valores pico (amplitudes), los valores eficaces, los valores pico a pico o los valores medios. Pero hay que cuidar de tratarlos uniformemente y no mezclar los tipos. El resultado de los cálculos será del mismo tipo que el utilizado para los generadores de tensión o de corriente.

### Representación binómica
La impedancia puede representarse en forma binómica como la suma de una parte real y una parte imaginaria:
{\displaystyle Z=R+jX\,}
{\displaystyle \scriptstyle {R}} es la parte resistiva o real de la impedancia y {\displaystyle \scriptstyle {X}} es la parte reactiva o imaginaria de la impedancia. Básicamente hay dos clases o tipos de reactancias:
- Reactancia inductiva o {\displaystyle X_{L}}: Debida a la existencia de inductores.
- Reactancia capacitiva o {\displaystyle X_{C}}: Debida a la existencia de capacitores.

### Admitancia
La admitancia es la inversa de la impedancia:
{\displaystyle Y=\textstyle {1 \over Z}=y_{c}+jy_{s}}
La conductancia {\displaystyle \scriptstyle {y_{c}}} es la parte real de la admitancia y la susceptancia {\displaystyle \scriptstyle {y_{s}}} la parte imaginaria de la admitancia.
La unidad de la admitancia, la conductancia y la susceptancia es el siemens (símbolo S). Un siemens es el recíproco de un ohmio.

### Representación gráfica

Ejemplo de fasores

Se pueden representar las tensiones de los generadores de tensión y las tensiones entre los extremos de los componentes como vectores giratorios en un plano complejo. La magnitud (longitud) de los vectores es el módulo de la tensión y el ángulo que hacen con en eje real es igual al ángulo de desfase con respecto al generador de referencia. Este tipo de diagrama también se llama diagrama de Fresnel.
Con un poco de costumbre y un mínimo de conocimientos de geometría, esas representaciones son mucho más explícitas que los valores o las fórmulas. Por supuesto, esos dibujos no son, en nuestra época, un método gráfico de cálculo de circuitos. Son una manera de "ver" como las tensiones se suman. Esos dibujos pueden facilitar la escritura de las fórmulas finales, utilizando las propiedades geométricas. Encontrarán ejemplos de la representación gráfica en los ejemplos de abajo.

## Cálculo de circuitos con las impedancias
El formalismo de las impedancias consiste en unas pocas reglas que permiten calcular circuitos que contienen elementos resistivos, inductivos o capacitivos de manera similar al cálculo de circuitos resistivos en corriente continua. Esas reglas solo son válidas en los siguientes casos:
- En régimen permanente con corriente alterna sinusoidal. Es decir, que todos los generadores de tensión y de corriente son sinusoidales y de la misma frecuencia, y que todos los fenómenos transitorios (conexiones y desconexiones bruscas, fallas de aislación repentinas, etc.) se han atenuado y desaparecido completamente.
- Si todos los componentes son lineales. Es decir, componentes o circuitos en los cuales la amplitud (o el valor eficaz) de la corriente es estrictamente proporcional a la tensión aplicada. Se excluyen los componentes no lineales como los diodos, bobinas con núcleos de hierro y otros. Por ello, si el circuito contiene inductancias o transformadores con núcleo ferromagnético (que no son lineales), los resultados de los cálculos solo podrán ser aproximados y eso, a condición de respetar la zona de trabajo de las inductancias.

### Generadores de tensión o de corriente desfasadas
Si en un circuito se encuentran varios generadores de tensión o de corriente, se elige uno de ellos como generador de referencia de fase. Si la verdadera tensión del generador de referencia es {\displaystyle \scriptstyle {V_{\circ }\cos(\omega t)}}, para el cálculo con las impedancias escribiremos su tensión como {\displaystyle \scriptstyle {V_{\circ }}}. Si la tensión de otro generador tiene un avance de fase de {\displaystyle \scriptstyle {\alpha }} con respecto al generador de referencia y su corriente es {\displaystyle \scriptstyle {I_{1}\cos(\omega t+\alpha )}}, para el cálculo con las impedancias escribiremos su corriente como {\displaystyle \scriptstyle {I_{1}e^{j\alpha }}}. El argumento de las tensiones y corrientes calculadas será el desfase de esas tensiones o corrientes con respecto al generador tomado como referencia.

### Leyes de Kirchhoff
Las leyes de Kirchhoff se aplican de la misma manera: "la suma de las corrientes que llegan a un nodo es cero" y "la suma de todas las tensiones alrededor de una malla es cero". Esta vez, tanto las corrientes como las tensiones, son, en general, complejas.

### Generalización de la ley de Ohm
La tensión entre las extremidades de una impedancia es igual al producto de la corriente por la impedancia:
{\displaystyle V_{z}=ZI_{z}\,}
Tanto la impedancia, como la corriente y la tensión son, en general, complejas.

### Impedancias en serie o en paralelo
Las impedancias se tratan como las resistencias con la ley de Ohm.
La impedancia de varias impedancias conectadas en serie es igual a su suma:
Serie {\displaystyle Z=Z_{1}+Z_{2}+\cdots +Z_{n}}
La impedancia de varias impedancias conectadas en paralelo es igual al recíproco de la suma de sus recíprocos:
Paralelo {\displaystyle \textstyle {Z}=\textstyle {1 \over \scriptstyle {{1 \over Z_{1}}+{1 \over Z_{2}}+\cdots +{1 \over Z_{n}}}}}

### Interpretación de los resultados
El resultado de corriente es, generalmente, un número complejo. Ese número complejo se interpreta de manera siguiente: 
- El módulo indica el valor de la tensión o de la corriente calculada. Si los valores utilizados para los generadores eran los valores pico, el resultado también será un valor pico. Si los valores eran valores eficaces, el resultado también será un valor eficaz.
- El argumento de ese número complejo da el desfase con respecto al generador utilizado como referencia de fase. Si el argumento es positivo la tensión o la corriente calculadas estarán en avance de fase.

### Generalización
Cuando todos los generadores no tienen la misma frecuencia o si las señales no son sinusoidales, el formalismo de las impedancias no puede aplicarse directamente. Se tiene que descomponer el cálculo en varias etapas en cada una de las cuales se puede utilizar el formalismo de impedancias. 
En el caso de tenerse elementos lineales, se puede utilizar el teorema de superposición: se hace un cálculo separado para cada una de las frecuencias (remplazando en cada uno de los cálculos todos los generadores de tensión de frecuencia diferente por un cortocircuito y todos los generadores de corriente de frecuencia diferente por un circuito abierto). Cada una de las tensiones y corrientes totales del circuito será la suma de cada una de las tensiones o corrientes obtenidas à cada una de las frecuencias. Por supuesto, para hacer estas últimas sumas hay que escribir cada una de las tensiones en la forma real, con la dependencia del tiempo y el desfase: {\displaystyle \scriptstyle {V_{i}\cos(\omega _{i}t+\varphi _{i})}} para las tensiones y las fórmulas similares para las corrientes.
Si las señales no son sinusoidales, pero son periódicas y continuas, se pueden descomponer las señales en serie de Fourier y utilizar el teorema de superposición para separar el cálculo en un cálculo para cada una de las frecuencias. El resultado final será la suma de los resultados para cada una de las frecuencias de la descomposición en serie.

## Origen de las impedancias
Vamos a tratar de ilustrar el sentido físico de la parte imaginaria j (donde se utiliza esta letra en vez de i para evitar confusiones con la intensidad) de las impedancias calculando, sin utilizar estas, la corriente que circula por un circuito formado por una resistencia, un inductor y un condensador en serie. 
El circuito está alimentado con una tensión sinusoidal y hemos esperado lo suficiente para que todos los fenómenos transitorios hayan desaparecido (tenemos un régimen permanente). Como el sistema es lineal, la corriente del régimen permanente será también sinusoidal y tendrá la misma frecuencia que la de la fuente original. Lo único que no sabemos sobre la corriente es su amplitud y el desfase que puede tener con respecto a la tensión de alimentación. Así, si la tensión de alimentación es {\displaystyle \scriptstyle {V=V_{\circ }\cos(\omega t)}} la corriente será de la forma {\displaystyle \scriptstyle {I=I_{\circ }\cos(\omega t+\varphi )}}, donde {\displaystyle \scriptstyle {\varphi }} es el desfase que no conocemos. La ecuación a resolver será:
{\displaystyle V_{\circ }\cos(\omega t)=V_{R}+V_{L}+V_{C}}
donde {\displaystyle \scriptstyle {V_{R}}}, {\displaystyle \scriptstyle {V_{L}}} y {\displaystyle \scriptstyle {V_{C}}} son las tensiones entre las extremidades de la resistencia, la inductancia y el condensador, respectivamente. 
Aplicando la ley de Ohm a la resistencia, resulta:
{\displaystyle V_{R}\,} = {\displaystyle RI_{\circ }\cos(\omega t+\varphi )}
La definición de inductancia nos dice que:
{\displaystyle V_{L}={d\Phi c \over dt}={dLI \over dt}}
Si L es constante, queda:
{\displaystyle V_{L}=L\textstyle {dI \over dt}=L\textstyle {d\left(I_{\circ }\cos(\omega t+\varphi )\right) \over dt}=-\omega LI_{\circ }\sin(\omega t+\varphi )}.
La definición de capacitancia nos dice que:
{\displaystyle I={{dq} \over {dt}}={{d(CV_{C})} \over {dt}}}
Si C es constante:
{\displaystyle I=C\cdot {\frac {dV}{dt}}}
Haciendo la integral, se puede comprobar que: 
{\displaystyle V_{C}=\textstyle {1 \over \omega C}I_{\circ }\sin(\omega t+\varphi )}.
Así, la ecuación que hay que resolver es:
{\displaystyle V_{\circ }\cos(\omega t)=RI_{\circ }\cos(\omega t+\varphi )-\omega LI_{\circ }\sin(\omega t+\varphi )+\textstyle {1 \over \omega C}I_{\circ }\sin(\omega t+\varphi )}
Tenemos que encontrar los valores de {\displaystyle \scriptstyle {I_{\circ }}} y de {\displaystyle \scriptstyle {\varphi }} que hagan que esta ecuación sea satisfecha para todos los valores de {\displaystyle \scriptstyle {t}}.
Para encontrarlos, imaginemos que alimentamos otro circuito idéntico con otra fuente de tensión sinusoidal cuya única diferencia es que comienza con un cuarto de periodo de retraso. Es decir, que la tensión será {\displaystyle \scriptstyle {V=V_{\circ }\cos(\omega t-{\pi  \over 2})=V_{\circ }\sin(\omega t)}}.
De la misma manera, la solución también tendrá el mismo retraso y la corriente será: {\displaystyle \scriptstyle {I=I_{\circ }\cos(\omega t+\varphi -{\pi  \over 2})=I_{\circ }\sin(\omega t+\varphi )}}. La ecuación de este segundo circuito retardado será:
{\displaystyle V_{\circ }\sin(\omega t)=RI_{\circ }\sin(\omega t+\varphi )+\omega LI_{\circ }\cos(\omega t+\varphi )-\textstyle {1 \over \omega C}I_{\circ }\cos(\omega t+\varphi )}
Hay signos que han cambiado porque el coseno retardado se transforma en seno, pero el seno retardado se transforma en {\displaystyle \textstyle {\mathbf {-} }}coseno.
Ahora vamos a sumar las dos ecuaciones después de haber multiplicado la segunda por j. La idea es de poder transformar las expresiones de la forma {\displaystyle \scriptstyle {\cos x+j\sin x}} en {\displaystyle \scriptstyle {e^{jx}}}, utilizando las fórmulas de Euler. El resultado es:
{\displaystyle V_{\circ }e^{j\omega t}=RI_{\circ }e^{j\left(\omega t+\varphi \right)}+j\omega LI_{\circ }e^{j\left(\omega t+\varphi \right)}+\textstyle {1 \over j\omega C}I_{\circ }e^{j\left(\omega t+\varphi \right)}}
Como {\displaystyle \scriptstyle {e^{j\omega t}}} es diferente de cero, se puede dividir toda la ecuación por ese factor:
{\displaystyle V_{\circ }=RI_{\circ }e^{j\varphi }+j\omega LI_{\circ }e^{j\varphi }+\textstyle {1 \over j\omega C}I_{\circ }e^{j\varphi }}
se deduce:
{\displaystyle I_{\circ }e^{j\varphi }=\textstyle {V_{\circ } \over R+j\omega L+\scriptstyle {1 \over j\omega C}}}
A la izquierda tenemos las dos cosas que queríamos calcular: la amplitud de la corriente y su desfase. La amplitud será igual al módulo del número complejo de la derecha y el desfase será igual al argumento del número complejo de la derecha.

Y el término de la derecha es el resultado del cálculo habitual utilizando el formalismo de impedancias en el cual se tratan las impedancias de las resistencias, condensadores e inductancias de la misma manera que las resistencias con la ley de Ohm.

Vale la pena repetir que cuando escribimos:
{\displaystyle I=\textstyle {V_{\circ } \over R+j\omega L+\scriptstyle {1 \over j\omega C}}}
admitimos que la persona que lee esa fórmula sabe interpretarla y no va a creer que la corriente pueda ser compleja o imaginaria. La misma suposición existe cuando encontramos expresiones como «alimentamos con una tensión {\displaystyle \scriptstyle {Ve^{j\omega t}}}» o «la corriente es compleja»".
Como las señales son sinusoidales, los factores entre los valores eficaces, máximos, pico a pico o medios son fijos. Así que, en el formalismo de impedancias, si los valores de entrada son pico, los resultados también vendrán en pico. Igual para eficaz u otros. Pero no hay que mezclarlos.

## Ejemplos

### Impedancia en elementos básicos
La impedancia de una resistencia ideal, solo contiene una componente real como:
{\displaystyle \ Z_{R}=R}
En este caso, la tensión y la corriente son proporcionales y están en fase.
La impedancia en un inductor ideal o en un condensador ideal tiene una componente puramente imaginaria:
La impedancia en un inductor se incrementa con la frecuencia;
{\displaystyle \ Z_{L}=j\omega L}
La impedancia de un condensador decrece cuando la frecuencia crece;
{\displaystyle \ Z_{C}={\frac {-j}{\omega C}}={\frac {1}{j\omega C}}}

### Un generador único

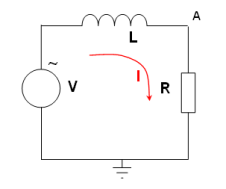
Una inductancia y una resistencia en serie alimentadas por un generador sinusoidal

En el diagrama de la derecha tenemos un generador sinusoidal
{\displaystyle \scriptstyle {V=10\cos(\omega t)}} de 10 voltios de amplitud y de una frecuencia de 10 kHz. En serie hay una inductancia de 10 mH y una resistencia de 1,2 kΩ.
Calculemos la corriente {\displaystyle \scriptstyle {I}} que circula en el circuito:
{\displaystyle I=\textstyle {{V \over Z_{L}+Z_{R}}={V \over j\omega L+R}={10 \over j2\pi 10^{4}0,01+1200}}}
{\displaystyle \textstyle {={10 \over 1200+j628,3}}\,\mathrm {A} }
Es necesaria la aplicación del cálculo con números complejos si se utiliza esta notación.
El módulo de la corriente es:
{\displaystyle I=\left|\textstyle {10 \over 1200+j628,3}\right|=7,38\,\mathrm {mA} }
Como el valor de la tensión del generador que tomamos fue un valor pico (amplitud), el valor de la corriente obtenido también es un valor pico. La corriente eficaz es: {\displaystyle \scriptstyle {I_{\mathrm {ef} }={7,38 \over {\sqrt {2}}}}=5,22\,\mathrm {mA} }
La fase de la corriente es el argumento del número complejo 
{\displaystyle \scriptstyle {10 \over 1200+j628,3}}:
{\displaystyle \mathrm {arg} \left(\textstyle {10 \over 1200+j628,3}\right)=-0{,}4823\,\,\mathrm {rad} =-27{,}63^{\circ }}.
La corriente está en retardo de fase con respecto a la fase del generador. Eso es lógico, ya que el circuito es inductivo.

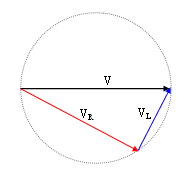
Diagrama de Fresnel (o fasor) de una inductancia y una resistencia en serie. El círculo gris solo sirve de ayuda al dibujo del ángulo recto entre la tensión de la resistencia y la tensión de la inductancia.

Solo la resistencia disipa potencia:
{\displaystyle P_{R}=\textstyle {1 \over 2}R\left|I\right|^{2}=\textstyle {1 \over 2}1200\cdot \left(7{,}38\,10^{-3}\right)^{2}=32{,}7\,\,\mathrm {mW} }
La fracción {\displaystyle \scriptstyle {1 \over 2}} aparece porque el valor de la corriente es el valor pico. 
La tensión entre los extremos de la resistencia es {\displaystyle \scriptstyle {V_{R}=I\,R=(0{,}00654-j0{,}003424)\,1200=7{,}84-j4{,}109\,\,V_{\mathrm {pico} }}}
La tensión eficaz que se leería con un voltímetro sería el módulo de esta tensión dividido por {\displaystyle \scriptstyle {\sqrt {2}}}:
{\displaystyle \scriptstyle {6{,}26\,V_{\mathrm {ef} }}}
La tensión entre las extremidades de la inductancia es

{\displaystyle \scriptstyle {V_{L}=j\omega L\,I\,=j628{,}3\,(0{,}00654-j0{,}003424)=2{,}15+j4{,}109\,V_{\mathrm {pico} }}}
La tensión eficaz leída con el voltímetro sería, igualmente: {\displaystyle \scriptstyle {3,28\,V_{\mathrm {ef} }}}
Constatamos que la suma de las dos tensiones "complejas" da (teniendo en cuenta los redondeos) la tensión del generador. En cambio, la suma de las dos tensiones leídas con un voltímetro es más grande que la del generador ({\displaystyle \scriptstyle {7,07V_{\mathrm {ef} }}}). Ese resultado es típico de las medidas hechas con un voltímetro en circuitos en los cuales las tensiones no están en fase. Un voltímetro nos mide módulos en valor eficaz, los cuales no podemos sumar directamente ya que estamos tratando con fasores con sus distintas orientaciones.

### Dos generadores desfasados

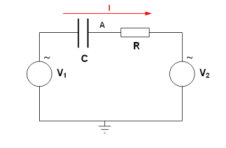
Condensador y resistencia en serie entre dos generadores senoidales desfasados

En el circuito de la derecha, un condensador de {\displaystyle \scriptstyle {1\,\mu F}} y una resistencia de {\displaystyle \scriptstyle {3\,k\Omega }} en serie, están conectados entre dos generadores sinusoidales. Tomamos como generadores dos fases del suministro trifásico. El generador de izquierda será nuestro generador de referencia {\displaystyle \scriptstyle {V_{1}=230{\sqrt {2}}\cos(314\,t)}}. El generador de derecha está en avance de fase de {\displaystyle \scriptstyle {2\pi /3}}. Es decir, {\displaystyle \scriptstyle {V_{2}=230{\sqrt {2}}\cos(314\,t+{2\pi  \over 3})}}. Con el formalismo de impedancias, el generador de izquierda será {\displaystyle \scriptstyle {V_{1}=230\,V_{\mathrm {ef} }}} y el de derecha {\displaystyle \scriptstyle {V_{2}=230\,e^{j{2\pi  \over 3}}\,V_{\mathrm {ef} }}}.
Comencemos calculando la diferencia de tensión entre los dos generadores:
{\displaystyle V_{12}=230\,\left(1-e^{j{2\pi  \over 3}}\right)=230\,\left(1-\cos \left(\textstyle {2\pi  \over 3}\right)-j\sin \left(\textstyle {2\pi  \over 3}\right)\right)}
{\displaystyle =230\,(1{,}5-j0{,}866)=345-j199{,}19\,V_{\mathrm {ef} }=398{,}37e^{-j0{,}5774}}
El módulo de esta tensión es {\displaystyle \scriptstyle {398{,}37V_{\mathrm {ef} }}} y está retardada de 0,5774 radianes (30°) con respecto a la tensión de referencia.
La corriente que circula es:
{\displaystyle I=\textstyle {{V_{12} \over R+\scriptstyle {1 \over j\omega C}}={398{,}37\,e^{-j0{,}5236} \over {3000-j3185}}={398{,}37\,e^{-j0{,}5236} \over 4375{,}41\,e^{-j0{,}8153}}=0{,}0910\,e^{j0{,}2917}}}

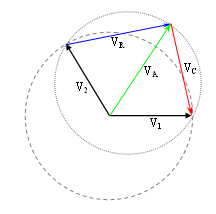
Diagrama de Fresnel correspondiente al segundo ejemplo. El primer círculo sirve de guía a las tensiones de los dos generadores. El segundo para el ángulo recto entre la tensión del condensador y la de la resistencia.

Como los valores de tensión utilizados para los generadores eran valores eficaces, la corriente calculada también viene como valor eficaz: 91 mA en avance de fase 16,71° con respecto a la tensión de referencia.
La tensión entre los extremos de la resistencia es
{\displaystyle \scriptstyle {V_{R}=R\,I=3000\cdot 0{,}0910\,e^{j0{,}2917}=273\,e^{j0{,}2917}V_{\mathrm {ef} }}}
La tensión entre los extremos del condensador es:

{\displaystyle \scriptstyle {V_{C}=Z_{C}\,I=-j3185\cdot 0{,}0910\,e^{j0{,}2917}=3185\,e^{-j{\pi  \over 2}}0{,}0910\,e^{j0{,}2917}=289{,}83\,e^{-j1{,}2791}V_{\mathrm {ef} }}}.
La tensión entre las extremidades del condensador está en retardo de 73,3° con respecto a la tensión de referencia. Como en el ejemplo precedente, la suma de los módulos de las tensiones (las que se medirían con un voltímetro) de la resistencia y del condensador (563 V) es más grande que la tensión total aplicada (398 V).
La tensión en el punto A del circuito será:
{\displaystyle V_{A}=V_{1}-V_{C}=230-289{,}83\,e^{-j1{,}2791}=230-(83,35-j277{,}6)}
{\displaystyle =146.65+j277{,}6=314\,e^{j1{,}085}\,V_{\mathrm {ef} }}
La tensión del punto A es más grande que la de cada generador.